# Iliens
Els iliens (en llatí Ilienses, en grec antic Ἰλιεῖς) eren un poble de l'interior de Sardenya, que semblen ser una de les tribus muntanyenques més importants.
Pomponi Mela en parla, i diu que eren "antiquissimi in ea populorum" (molt antics entre aquells pobles). Plini el Vell també els esmenta entre els "celeberrimi populorum" (els pobles més famosos) de Sardenya. Pausànias els atribueix clarament un origen troià, i diu que els seus ancestres eren una part dels companys d'Eneas que es van establir a l'illa on van habitar pacíficament, fins que l'ocupació cartaginesa els va obligar a refugiar-se a les zones muntanyoses més inaccessibles. Segons William Smith el nom de la tribu, ilienses, derivaria de considerar que eren antics habitants d'Ílion, el nom de Troia. No es coneix quin nom es donaven a ells mateixos, ni de quina ètnia procedien.
Titus Livi explica que sempre van voler mantenir la seva independència. Es van revoltar contra els romans l'any 181 aC i van ser derrotats, però no sotmesos, pel pretor Marc Pinari Posca. L'any 178 aC els iliens i els balaris aliats van devastar les parts més fèrtils de l'illa i es van enfrontar amb el cònsol Tiberi Semproni Grac, que els va derrotar en una batalla on van tenir fortes pèrdues, i el 177 aC els va sotmetre. Després van desaparèixer de la història sens dubte absorbits dins la població general romanitzada.
El lloc que ocupaven a l'interior de l'illa no es pot establir, però com que el seu nom està associat amb els balaris i els corsis, devien habitar els districtes muntanyencs centrals. Claudi Ptolemeu, que dona una llarga llista de les tribus de l'interior de Sardenya, no els menciona.
Han estat identificats de vegades amb els iolaenses o iolai, un altre poble de l'interior de l'illa, però els autors antics, i en concret Pausànias, els distingien un de l'altra.